# Bachseifen (Wildebach)
Der Bachseifen ist ein knapp 500 Meter langer rechter und nördlicher Zufluss des Wildebachs im Ortsteil Wilden der Gemeinde Wilnsdorf im nordrhein-westfälischen Kreis Siegen-Wittgenstein.

## Geographie

### Verlauf
Der Bachseifen entspringt unterhalb eines Waldgebietes zwischen Elkersberg und  Kleiner Rausche, fließt dann in südwestlicher Richtung, später südlicher Richtung, durchfließt mehrere Wiesen und Gärten, unterquert den Eisernen Weg in Wilden und mündet etwa bei der Brücke des Eisernen Wegs in den Wildebach.

### Zuflüsse
Der Bachseifen verfügt über keine nennenswerten Zuflüsse.

### Ortschaften
Die einzige Ortschaft am Bachseifen ist Wilden.